# Vesalea floribunda
Vesalea floribunda M.Martens & Galeotti, 1844 è un arbusto appartenente alla famiglia delle Caprifoliacee.

## Distribuzione e habitat
La specie è diffusa in Messico.